# Contea di Mengshan
La contea di Mengshan (蒙山县S, Méngshān XiànP) è una contea della Cina, situata nella regione autonoma di Guangxi e amministrata dalla prefettura di Wuzhou.